# Christian Friedrich Herold
Christian Friedrich Herold (* 1700 in Berlin; † 24. August 1779 in Meißen) war ein deutscher Porzellanmaler.

## Leben und Werk
Er erlernte wahrscheinlich bei dem Büchsenmacher Fromery in Berlin die Emailmalerei. Herold war ab 1726 in der Meißener Porzellanmanufaktur als Maler und Vergolder beschäftigt und gehörte zu den wenigen ausgebildeten Facharbeitern der Manufaktur unter der Leitung seines Namensvetters J. G. Höroldt. Er übertrug die Emailliertechnik auf das Porzellan, insbesondere gelang ihm die Verbindung von Goldauflagen mit der Glasur.
Herold malte vorrangig Hafenlandschaften und Kauffahrteiszenen mit hervorragender Figurenstaffage in ruhiger Handlung. Aber auch bewegte Schlachtenmotive und subtile Blumenarrangements zählen zu seinem Repertoire. Es sind zahlreiche signierte Stücke erhalten, außerdem können ihm weitere Werke zugeschrieben werden, da er identische Motive auf von ihm signierten Kupferplatten verwendete, die er nach Feierabend in Hausarbeit emaillierte.